# مسجد شارع بالوه
مسجد شارع بالوه هو واحد من أقدم المساجد في مدينة ايبوه في ماليزيا، يقع المسجد في جالان باتوه، تم بناؤه في عام 1912 من قبل وان محمد صالح .

## التاريخ
تم تمويل بناء مسجد شارع بالوه من قبل اثنين من الأثرياء البارزين في ذلك الوقت، واحد منهم اسمه طويل قاسم، تقديرا له ولما عمله يتم التعامل من قبل إدارة المسجد مع أحفاد طويل قاسم حتى الآن، وقد تم تجديد الهيكل الحالي للمسجد على نطاق واسع، يحتوي المسجد على مأذنة أصلية مكونه من خمسة طبقات، بالإضافة لضريح مؤسس المسجد والذي لا يزال على شكله الأصلي، الضريح يتميز بسقف جملوني ثنائي.

## وصلات خارجية
- البوم صور مسجد شارع بالوه